# Homapoderus pseudotolerans
Homapoderus pseudotolerans es una especie de coleóptero de la familia Attelabidae.

## Distribución geográfica
Habita en Camerún, Congo, Guinea, Sierra Leona, y República Democrática del Congo.